# 야미 카간
야미 카간(啓民可汗, ?~609년)은 동돌궐의 제9대 카간이다. 휘는 아시나 얀칸(阿史那染干, Ashina Jankan)이다. 그의 아버지는 6대 카간인 바가 카간이다. 바가 카간은 본래 이쉬바라 카간의 차남이었는데 장남인 툴란 카간이 너무 성품이 유약하다고 하여 아버지 이쉬바라 카간이 그를 카간으로 세웠다. 그러나 588년에 바가 카간이 이웃나라를 공격하다가 전사하여 형인 툴란 카간이 카간의 자리에 오를 수 있었다. 하지만 당시 동돌궐은 수나라의 분열 공작으로 인해 심각한 내분에 휩싸이고 있었다. 툴란 카간이 즉위하자 아시나 얀칸은 크게 반발하였고 593년에 이르러 스스로를 퇼리스 카간(突利可汗, Töles qaγan)이라 칭하기에 이르렀다.
이후 그는 597년에 수나라에 혼인을 청했지만 수문제는 대의공주를 죽여야만 허락한다고 해서 툴란 카간에게 그녀를 헐뜯어서 툴란 카간이 대의공주를 죽게 하고 수나라의 공주와 혼인하게 되었다. 597년에 수나라에 와서 안의공주를 처로 삼았으며, 수문제로부터 후한 대접을 받았고 툴란 카간은 자신이 대가한인데도 아시나 얀칸만도 못하다고 화를 내면서 수나라에 조공을 끊었고 퇼리스 카간은 동정을 샅샅이 살펴서 번번이 상주문으로 알려 변방의 외진 곳에서느 매번 먼저 대비를 했다. 이후 599년에 수나라로부터 의리진두계민가한(意利珍豆啓民可汗)이란 봉을 받아 계민가한 혹은 야미 카간으로 불리게 된다. 그리고 603년에 마침내 툴란 카간의 측근인 타르두쉬 카간(한국 한자: 達頭可汗 달두가한)을 물리치고 동돌궐의 카간이 되는데 성공했다.

## 고구려와의 관계
야미 카간은 고구려와도 접점이 있는 인물이다. 야미 카간 본인은 수나라 공주를 아내로 맞아들였고 또 수나라의 지원 덕에 타르두쉬 카간을 물리치고 동돌궐의 카간의 자리에 올랐기에 기본적으로 수나라에 복종하고 있었다. 하지만 고구려 영양왕은 동돌궐과 군사 연대를 체결해 수나라를 견제하려는 발상을 했다. 그래서 서기 607년에 야미 카간에게 사신을 보내 동맹을 제의했다. 그런데 그 때 마침 수양제 역시 직접 동돌궐을 방문해 야미 카간을 만나러 왔다. 야미 카간은 수양제에게 고구려 사신이 와 있음을 알렸고 결국 고구려 사신은 수 양제를 만나게 된다. 이 때 황문시랑 배구(裴矩)라는 자가 양제에게 이렇게 말했다.
```
"고구려의 땅은 본래 고죽국(孤竹國)
[
2
]
입니다. 
주나라
 때엔 기자가 봉을 받은 곳이고 
한나라
 때엔 땅을 나누어 3군으로 삼았으며 
진나라
 역시 요동을 거느렸습니다. 지금은 신하로 복종하지 않고 별도로 외역(外域)이 되었기에 
선제
께서 골칫거리로 여겨 정복하고자 하신지 오래되었습니다. 다만 양량이 불초하여 출전하였으나 공이 없었습니다. 마땅히 폐하의 치세에 어찌 그들을 얻지 않고 예절의 땅이 오랑캐의 소굴로 변하도록 내버려 두십니까? 지금 그 사자가 돌궐에 조알하여 친히 계민이 나라를 바쳐 교화에 복종하는 것을 보았으니 마땅히 황제의 위엄이 멀리까지 번지는 것에 반드시 두려움을 느껴 후에 복속될 것인지 먼저 망할 것인지를 생각할 것입니다. 입조하도록 협박하심이 마땅할 줄로 압니다.(高麗之地, 本孤竹國也. 周代以之封于箕子, 漢世分爲三郡, 晉氏亦統遼東. 今乃不臣, 別爲外域, 故先帝疾焉, 欲征之久矣. 但以楊諒不肖, 師出無功. 當陛下之時, 安得不事, 使此冠帶之境, 仍爲蠻貊之鄕乎? 今其使者朝於突厥, 親見啓民, 合國從化, 必懼皇靈之遠暢, 慮後伏之先亡. 脅令入朝, 當可致也)"
[
3
]
```

양제가 이 말을 듣고 고구려 사신에게 이렇게 말했다.
```
"계민은 성심으로 중국을 받들었기 때문에 내가 직접 계민의 막부에 온 것이며, 내년에는 응당 탁군(涿郡)으로 갈 것이다. 너는 돌아가자마자 너의 왕에게 다음과 같이 말하라. 마땅히 빠른 시간 내에 나를 조알하되, 스스로 의심하거나 두려워하지 말라. 이리하면 내가 너의 왕을 보호하기를 계민과 같이 할 것이다. 그러나 만약 너의 왕이 내게 찾아와서 머리를 조아리지 않는다면 계민을 거느리고 너의 땅을 공격하리라.(朕以啓民誠心奉國 故親至其帳 明年當往涿郡 爾還日語爾王 宜早來朝 勿自疑懼 存育之禮 當如啓民 苟或不朝 將帥啓民 往巡彼土 王懼 藩禮頗闕 帝將討之)"
[
4
]
```

이 때문에 고구려와 동돌궐 간의 직접적인 군사 연대는 성사되지 못하였다. 하지만 야미 카간은 비록 고구려-수 전쟁 당시 자신의 차남 출라 카간을 수나라 군영으로 보내 종군하도록 하긴 했지만 직접적으로 고구려를 적으로 선포하여 군사를 보내 공격하지 않고 사실상 고구려와 수나라 사이에서 중립을 지켰다.

## 야미 카간이 등장한 작품
- 《연개소문》(SBS, 2006년~2007년, 배우:기정수)